# Модест и Крискентия
Модест и Крискентия (погибли в 303 году) — святые мученики. Дни памяти — 16 мая, 29 мая, 15 июня.
Святой Модест был воспитателем св. Вита, св. Крискентия была его кормилицей. Когда Гилас, родитель св.Вита, пытался отвратить сына от Христовой веры, они тайно увели его из родительского дома. По преданию, у реки они увидели лодку. Ангел Христов вошел с ними в лодку и доставил их в Луканию, совр. Италия. Там святые, скрываясь от мучителей, жили тайно. 
Святому Модесту вместе со св. своим учеником пришлось предстать перед судом. Их заключили в темницу, а затем пытали, повесив на столбах и строгая железными когтями. Св. Крискентия, выйдя из толпы зрителей, исповедала себя христианкой и укорила императора за жестокость. Её подвергли такому же мучению.
По молитвам св.Вита об избавлении сделалось землетрясение. Ангел снял мучеников со столбов и перенес в Луканию, в Капаччио. Там святые предали Богу свои души.
Святая Крискентия почивает в базилике святого Мартина, Маджента, Италия.